# Sierra Mazateca
Sierra Mazateca är en bergskedja i Mexiko.   Den ligger i delstaten Oaxaca, i den sydöstra delen av landet, 280 km sydost om huvudstaden Mexico City.